# ديف سوليفان (مصارع محترف)
ديف سوليفان (بالإنجليزية: Bill Danenhauer)‏ هو مصارع محترف أمريكي، ولد في 1 ديسمبر 1963 في بالتيمور في الولايات المتحدة.

## وصلات خارجية
- ديف سوليفان على موقع CageMatch worker (الإنجليزية)

- ديف سوليفان على موقع IMDb (الإنجليزية)
- ديف سوليفان على موقع قاعدة بيانات الفيلم (الإنجليزية)